# Philipp Wüst
Philipp Wüst (* 3. Mai 1894 in Ludwigshafen am Rhein; † 12. Oktober 1975 in Saarbrücken) war ein deutscher Dirigent und Komponist.
Der Sohn eines Bäckers hatte in seiner Schulzeit Violin-, Klavier- und Orgelunterricht. Er besuchte das Lehrerseminar in Speyer und wirkte bis 1914 in Landau und bis 1921 in Friesenheim als Lehrer. Er studierte in Mannheim Komposition und Dirigieren und wurde Chorrepetitor am Nationaltheater Mannheim bei Generalmusikdirektor Felix Lederer. Von 1922 bis 1925 war er Kapellmeister am Stadttheater Saarbrücken.
Er wurde dann Musikdirektor in Bremerhaven und 1932 Landesmusikdirektor in Oldenburg. Zum 1. Oktober 1932 trat er der NSDAP bei und war von 1933 bis 1936 Generalmusikdirektor am Nationaltheater Mannheim. Danach war er bis 1943 Generalmusikdirektor am Nationaltheater und Leiter der Schlesischen Musikfeste in Breslau und bis 1945 Generalmusikdirektor am Württembergischen Staatstheater in Stuttgart.
1946 leitete er eine Aufführung von Glucks Oper Orfeo zur Wiedereröffnung des Stadttheaters Saarbrücken, dessen Generalmusikdirektor er von 1948 bis 1964 war. Ab 1965 hatte er eine Professur für Dirigat an der Musikhochschule Saarbrücken inne. Als Komponist trat er mit Kammermusik und Orchesterwerken hervor. 1964 wurde er mit dem Bundesverdienstkreuz 1. Klasse ausgezeichnet.